# The Citizen (Afrique du Sud)
Pour les articles homonymes, voir The Citizen.

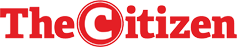

The Citizen (Le Citoyen en anglais) est un quotidien national d'Afrique du Sud de langue anglaise de format tabloid. Fondé en 1976, The Citizen est le deuxième quotidien le plus lu du pays. Publié 6 jours sur 7, il est distribué principalement dans la province du Gauteng. Le quotidien revendique 466 000 lecteurs. 
The Citizen fut le seul quotidien pro-gouvernemental de langue anglaise à l'époque où le parti national dirigeait le pays (de 1948 à 1994) et mettait en œuvre la politique d'apartheid. 
The Citizen fut fondé avec des fonds secrets octroyés par le Département sud-africain de l'Information, dans le cadre du plan Annemarie. Le journal était officiellement indépendant et dirigé par Louis Luyt, un homme d'affaires millionnaire. En fait, le ministre Connie Mulder était le principal organisateur du financement occulte du journal et le département de l'information, le réel rédacteur en chef. The Citizen avait en effet pour objet de soutenir la politique du gouvernement et de contrecarrer l'influence du Rand Daily Mail, le principal quotidien en langue anglaise d'Afrique du Sud, favorable à l'opposition et accusé de mener une « campagne de haine » contre le gouvernement dirigé par le parti national. 
En 1978, le scandale de l'information révélait l'utilisation des fonds occultes au Citizen et à d'autres actions de propagande dans la presse américaine et européenne. Il aboutit à la démission de Mulder du gouvernement et finit par impliquer le président John Vorster, acculé alors à la démission. Racheté par le groupe de presse Perskor, il est transféré en 1998 au groupe CTP/Caxton lors de la fusion des deux groupes de presse. Il cherche alors à surfer sur la vague des valeurs de la nouvelle Afrique du Sud post apartheid et se fait le chantre de la valorisation des produits sud-africains  lors de la campagne « Proudly South African » (Sud-Africain et fier de l'être).